# Chersac, Telenești
Chersac este un sat din cadrul comunei Negureni din raionul Telenești Republica Moldova.